# Первомайська районна рада (АР Крим)
Первома́йська райо́нна ра́да Автоно́мної Респу́бліки Кри́м — орган місцевого самоврядування Первомайського району Автономної Республіки Крим. Розміщується в селищі міського типу Первомайське, котре є адміністративним центром Первомайського району.
З 15 квітня 2014 року районна рада тимчасово не виконує обов'язки через окупацію Автономної Республіки Крим Російською Федерацією.

## Склад ради

### VI скликання
Рада складається з 34 депутатів, з них: половина обрані в одномандатних мажоритарних виборчих округах та половина — в багатомандатному виборчому окрузі.
Останні вибори до районної ради відбулись 31 жовтня 2010 року. Найбільше депутатських мандатів отримала Партія регіонів — 24 (по 12 в одномандатних округах та багатомандатному окрузі); Народний рух України  — 5 депутатів (всі в багатомандатному виборчому окрузі), Народна партія — 3 (всі о одномандатних округах), «Сильна Україна» та Комуністична партія України — по 1-му депутату (одномандатні округи).

#### Голова
Головою ради було обрано депутата від Партії регіонів Юрія Гоцанюка.
18 січня 2013 року Гоцанюка було призначено головою Нижньогірської районної державної адміністрації Автономної Республіки Крим. Новим головою районної ради обрали члена Партії регіонів Зою Петрівну Карлюгу.
Після окупації Автономної Республіки Крим Російською Федерацією Юрій Гоцанюк та Зоя Карлюга почали співпрацювати з окупаційною владою та включені «Миротворцем» до переліку колаборантів.